# Nectandra herrerae
Nectandra herrerae O.C. Schmidt – gatunek rośliny z rodziny wawrzynowatych (Lauraceae Juss.). Występuje naturalnie w Peru oraz Boliwii. 

## Morfologia
PokrójZimozielone drzewo.
LiścieMają eliptycznie lancetowaty kształt. Mierzą 10–20 cm długości oraz 3–6,5 szerokości. Nasada liścia jest ostrokątna. Liść na brzegu jest całobrzegi. Wierzchołek jest spiczasty. Ogonek liściowy jest owłosiony i dorasta do 35 mm długości.
KwiatySą zebrane w wiechy. Rozwijają się w kątach pędów. Dorastają do 8–13 cm długości. Płatki okwiatu pojedynczego mają podłużny kształt i białą barwę.